# Interprète militaire en France
Pour les articles homonymes, voir Interprète.

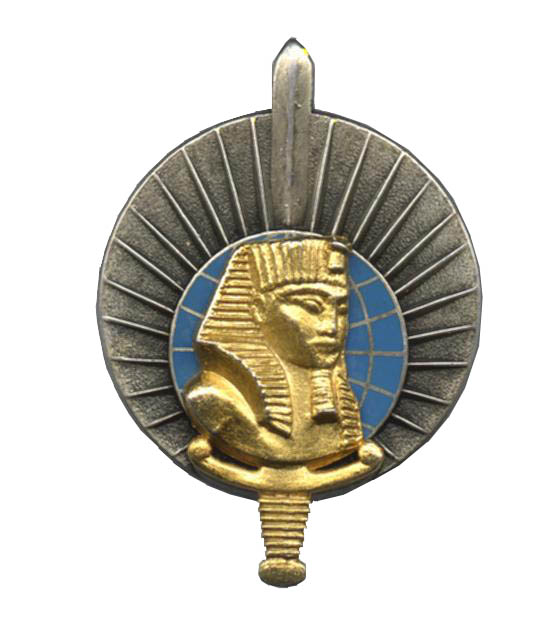
Insigne de spécialité des linguistes de l'armée de terre (OSRQLE, OLRAT, OIRAT)

Les interprètes militaires sont des sous-officiers ou officiers français dont la spécialité est la connaissance de langues étrangères. 
Cette spécialité a été initiée par Bonaparte lors de la campagne d'Égypte : 
« Les truchemans, intermédiaires indispensables entre nations et peuplades de races différentes, ont existé dès la plus haute antiquité [...] Quand Bonaparte entreprit sa glorieuse campagne d’Égypte, il emmena avec lui un corps de savants, au nombre desquels figuraient plusieurs orientalistes et arabisants auxquels il donna le titre d’interprètes de l’armée [...]. »
et formellement établie par lui en 1803. 
Référence à l'Égypte, leur insigne est d'ailleurs un sphinx, sur fond d'un globe terrestre bleu divisé par les barrières linguistiques, enchâssé sur un fond circulaire excentré parcouru de rayons symbolisant chacun une langue parlée par les interprètes militaires, sur lequel repose la courte épée symbolisant l'armée de terre.
Aujourd'hui[Depuis quand ?] officiers et sous-officiers de réserve qualifiés langues étrangères (OSRQLE), ils ont été précédemment[Quand ?] officiers linguistes de réserve de l'armée de terre (OLRAT), interprètes/officiers interprètes de réserve de l'armée de terre (IRAT/OIRAT) ou officier de liaison et interprète de réserve (OLIR).

## Historique

### Campagne d’Égypte (1798)
Pour la première fois, un général en expédition, Napoléon Bonaparte, choisit de se faire accompagner de linguistes. Le 9 mai 1798, le commandant de l'expédition d'Égypte s’entoure de neuf personnalités choisies parmi les orientalistes les plus en vue de l’époque, désignés comme « interprètes de l’armée » et rattachés à la commission des sciences et arts. Ils dépendent du ministère de la Guerre, mais n'ont pas de grade militaire ; ils conservent le statut de civils et du reste seront rendus à la vie civile dès la fin de la campagne.
Parmi eux, Venture Paradis, spécialement attaché à Bonaparte, l’accompagne dans ses moindres déplacements, avec le titre d’interprète en chef. Décédé au retour de l’expédition de Saint-Jean-d'Acre, il est remplacé par son élève, Amédée Jaubert. Tous deux sont membres de l’Institut d'Égypte fondé au Caire par Bonaparte le 20 août 1798. 
Plusieurs interprètes sont aussi recrutés sur place. Ce premier corps d'interprètes est dissous à l’issue de la campagne ; ses membres, poursuivant leur carrière personnelle, ont souvent des destinées brillantes : professeurs à l’Institut des langues orientales, rédacteurs d’ouvrages historiques ou linguistiques, d’études diverses, parfois membres du corps diplomatique. Ainsi, Élias Pharaon, un Syrien melkite nommé interprète en chef, continuera sa carrière au service du Premier Empire et recevra le titre de comte de Baalbek. Naturalisé français, il reçoit une pension de 3 000 francs qui lui est retirée par le ministère Polignac sous la Restauration.

### Armée d’Angleterre (1803)

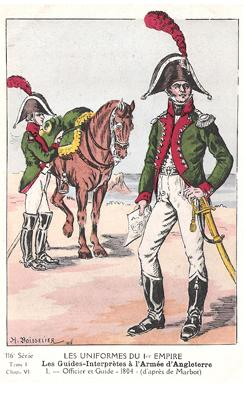
Guide-interprète de l'armée d'Angleterre (1803)

La création officielle de la fonction et des unités constituées d’interprètes militaires, alors désignés comme « guides interprètes »,  remonte au 5 octobre 1803, à l’occasion de la mise sur pied, au camp de Boulogne, de l’armée d’Angleterre. 
Le colonel Dupont-Derval, chargé de la constitution du corps, nomme à sa tête le lieutenant Cuvelier, rapidement promu capitaine. Il s'agit d'une compagnie d'une centaine d’hommes, dont deux tambours. L’uniforme est un habit à pans courts d’abord vert, avec col, parements et revers rouges, culotte blanche, ceinturon à boucle ornée d’un œil, avant de devenir en 1807 à pans longs, entièrement vert à l’exception des parements blancs. 
Le débarquement annulé, la compagnie participe à d’autres campagnes (Allemagne, Espagne, Russie) avant d’être licenciée en 1814 lors de la chute de Napoléon. Les vingt-cinq survivants sont alors incorporés au 2e régiment de dragons.

### Algérie (1830-1962) et Afrique du Nord

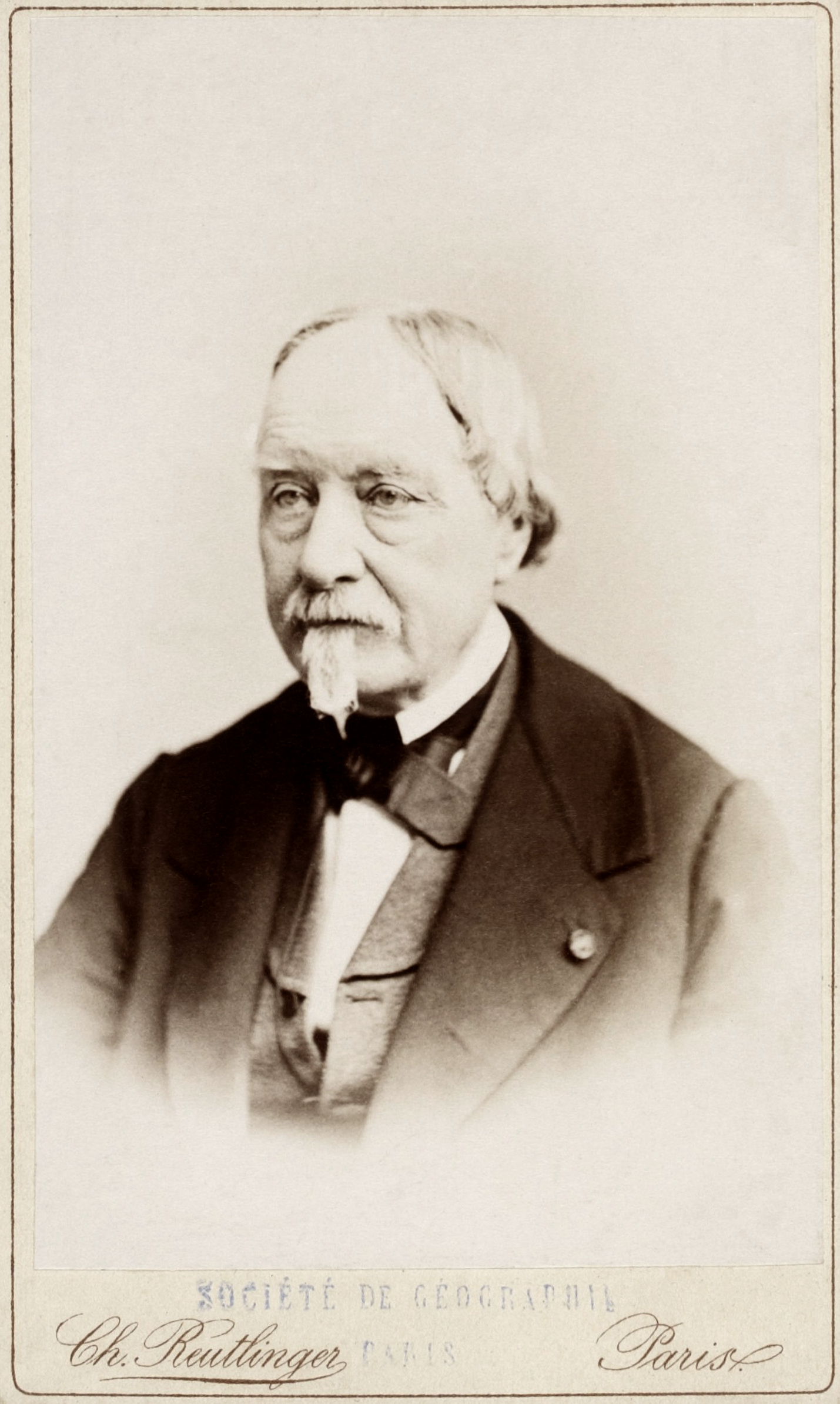
William Mac Guckin de Slane, qui fut interprète principal de l'Armée d'Afrique

En avril 1830, en vue de l'expédition d'Alger, un corps d'interprètes militaires est de nouveau établi. Le marquis de Clermont-Tonnerre, colonel d’État-major, crée le « Corps royal des interprètes de l’armée d’Alger », plus tard « Corps des interprètes de l’armée d’Afrique ». 
Les premiers recrutés sont d’anciens interprètes de Bonaparte, des survivants des mamelouks de la Garde impériale et de jeunes orientalistes. Le corps comprend à l'origine cinq interprètes de 1re classe percevant, sans en avoir le grade, le traitement et les indemnités de colonel d'État-major, trois de 2e classe (chef d’escadron) et sept de 3e classe (capitaine) ainsi que huit guides-interprètes (lieutenant). L'uniforme est de drap bleu de roi à collet et parements en velours noir, gilet bleu ou blanc, pantalon demi-large en drap bleu sans passepoil. Les neuf boutons de l'habit, dorés, figuraient une fleur de lys surmontée d'une couronne. Le signe distinctif de ces interprètes était une broderie en or figurant, au collet ou aux parements, selon le grade, deux branches d’olivier entrelacées. 
Au cours de l'expédition, de nombreux interprètes ont leurs chevaux tués sous eux, certains sont blessés voire tués au combat. 
La conquête achevée, certains deviennent administrateurs civils, responsables des forces de police (D'Aubignosc devint lieutenant-général de police[réf. nécessaire]), consuls, magistrats. 
Un des plus importants est Ismaÿl Urbain, « l'inspirateur de la politique du Royaume arabe de Napoléon III, [sa route] a croisé et accompagné celle de l'émir Abd el-Kader. Il fut de la prise de la smala d'Abd el-Kader par le duc d'Aumale (16 mai 1843), il eut la responsabilité de la détention de l'émir en France, il lui rendit visite à Amboise, il l'accompagna à Paris lors de ses visites de 1853 et 1865 ». Laurent-Charles Féraud, interprète principal de l'armée, écrivit leur histoire en 1876.
Par la suite, les interprètes de langue arabe de l'Armée d'Afrique furent distingués de leurs homologues des autres langues par la présence en dessous de leur insigne du croissant commun aux troupes d'Afrique du Nord. En 1938, est créé un Corps des Officiers des Affaires Militaires Musulmanes (A.M.M.) par remplacement de l’appellation « interprètes de langue arabe ». Dans les corps de troupe indigènes (tirailleurs, spahis, etc.), ils assuraient la protection du moral des hommes et permettaient au commandement une connaissance profonde de l’unité. Les interprètes étaient également affectés aux Services des Affaires indigènes des pays concernés. Le corps des interprètes de l'armée d'Afrique perdura jusqu'au retrait des troupes françaises d'Afrique du Nord en 1962.

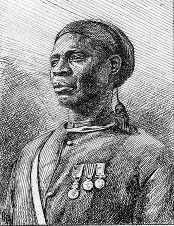
Tirailleur bambara, 1890.

### Afrique occidentale
Pendant la conquête de l'Afrique occidentale au XIXe siècle, c'est généralement le bambara, déjà employé comme langue véhiculaire par les principales ethnies, qui est utilisé par les interprètes militaires. Le premier dictionnaire français-bambara est publié en 1825. Plusieurs manuels sont écrits par la suite, dont, en 1910, celui de Moussa Travélé, « locuteur de langue bambara et interprète titulaire de 2e classe de la colonie Haut-Sénégal Niger ». Un colonel français, en 1922, peut écrire : « La langue est facile, le vocabulaire est sobre, la grammaire simple. » Elle est d'usage général dans les régiments de tirailleurs sénégalais. Cependant, pendant la Première Guerre mondiale, le recrutement accéléré d'Africains de différentes régions, souvent encadrés par des officiers et sous-officiers sans expérience coloniale, conduit à préférer l'usage du « français tirailleur ».

### Première Guerre mondiale

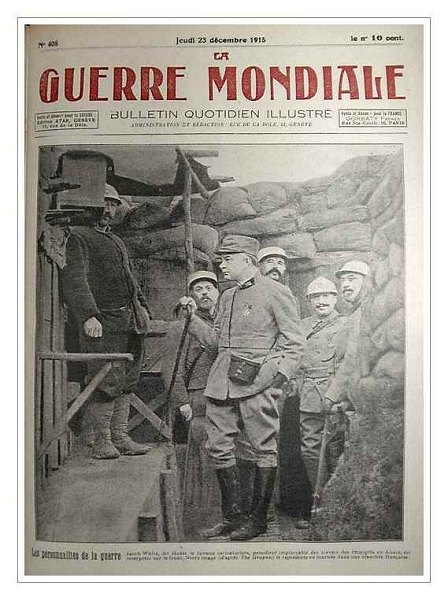
L'officier interprète Hansi (Jean-Jacques Waltz) en 1915

#### Les germanistes
La défaite de la France en 1870 inspire l’idée de la création d’un corps d’officiers d’appoint, certains incorporés dans des unités constituées ou des états-majors et d’autres, isolés, appelés officiers de complément. 
En 1914, c’est dans leurs rangs que l’on trouve les interprètes militaires qui viendront seconder en masse leurs camarades d’active. En majorité germanistes, ils sont présents dès le début des hostilités dans la plupart des états-majors de niveau brigade ou supérieur. Leurs compétences sont utilisées pour la recherche ou l’interprétation du renseignement, l’interrogatoire des prisonniers de guerre ou la réalisation de documents de propagande. 
C’est ainsi que s’illustrent, entre autres, l’aquarelliste alsacien Jean-Jacques Waltz, (Hansi), son ami Zislin, caricaturiste patriote, ou le germaniste Ernest Tonnelat, professeur au Collège de France. 
Leur uniforme suit l’évolution des tenues de l’armée de terre de l’époque, excepté le collet de couleur bleu outremer avec broderie de branche d’olivier aux angles, et les boutons à tête de sphinx. 

#### Les anglicistes
Rapidement apparaît le besoin d’interprètes de langues autres que l’allemand : les contacts avec les alliés, ainsi que les besoins de communication quotidiens de ces derniers avec les populations locales, imposent le recrutement de nombreux interprètes français-anglais, notamment. Affectés aux unités britanniques, américaines et australiennes, ils travaillent sans relâche à des missions de liaison avec les unités homologues françaises et dans un rôle d’intermédiaire avec la population locale pour le logement, l’achat de fourrage ou de subsistances, ou la location de lieux de vie (terrains et bâtiments). Beaucoup périssent dans les premiers temps des opérations, leur pantalon et képi garance les rendant encore plus repérables au sein d’unités vêtues de kaki, jusqu'à ce que leurs hôtes décident de les habiller eux-mêmes. On verra ainsi des interprètes en képi français et tenue britannique ou américaine, à laquelle cependant ils ajoutaient en général les boutons à tête de sphinx et les sphinx métalliques au collet qui les distinguaient de leurs camarades germanistes. 
L’écrivain André Maurois, interprète militaire auprès d’un état-major britannique, s'est servi de ses souvenirs dans Les Silences du colonel Bramble, tout comme le peintre Paul Maze dans A Frenchman in Khaki, préfacé par Sir Winston Churchill. Paul Mantoux (1877-1956), l’interprète de Georges Clemenceau à la Conférence de Versailles en 1919, fut plus tard le cofondateur de l'Institut de hautes études internationales de Genève.

### Seconde Guerre mondiale
Durant la Seconde Guerre mondiale, les interprètes connaissent les vicissitudes de l’ensemble de l’armée française.
En septembre 1939, l'Armée d'Afrique est envoyée une nouvelle fois en métropole. Quarante-deux officiers des AMM[réf. nécessaire] partagent le sort commun : "drôle de guerre", combats, replis, parfois captures, évasions, etc. Une promotion portera le nom du Lieutenant Marcel Missoud, mort au champ d’honneur le 13 mai 1940 dans les rangs du 5e RTM à Gouy, près de Saint-Quentin dans l’Aisne.
Au sein des Forces françaises libres, on trouve aussi une organisation d’interprètes, avec une assez forte représentation féminine. Des interprètes sont systématiquement attachés à de petites équipes de commandos parachutées en France occupée, notamment pour préparer le débarquement sur les plages de la Méditerranée. De ces quelques centaines de femmes et d’hommes émergent deux personnalités remarquables : le lieutenant Maurice Schumann, la voix de la France libre, qui plus de mille fois lança ses appels bien connus des studios de la BBC. C’est dans la fonction d’interprète qu’il rejoignit les Forces françaises libres ; et le capitaine de corvette Philippe Kieffer, d’abord sous-lieutenant interprète de l’armée de terre, transféré à sa demande dans la marine où il devint officier de réserve interprète et du chiffre (ORIC), avant de créer les commandos Kieffer.
On trouve des interprètes français dans les commandos du Special Air Service comme André Lemée (1921-2019), parachuté sur la Mayenne le 7 juin 1944.  
Le groupe de chasse Normandie-Niémen, constitué en novembre 1942 à Rayak au Liban et envoyé combattre sur le front de l'Est aux côtés des Soviétiques, compte à l'origine 14 pilotes, 42 mécaniciens et 4 officiers d’état-major dont 3 interprètes, l'un d'eux cumulant avec les fonctions de médecin militaire.
À partir de 1942-1943, lorsque l'Armée d'Afrique reprend le combat en Tunisie, en Italie, en France, en Allemagne, beaucoup d’officiers des AMM se distinguent. Le lieutenant Costes, tué en 1943 à Zarzis, Tunisie, donnera son nom à la promotion des Officiers des AMM sortant cette même année. Quant au capitaine Nésa (futur général), se trouvant en métropole en 1942-1943 au sein de l’Armée de l’armistice, il réussit à monter un réseau d’évasion de militaires nord-africains prisonniers de guerre. Arrêté par la Gestapo, il est déporté à Buchenwald. 
Plus tard, les officiers des AMM accompagnent les unités nord-africaines en Indochine, participant à leurs peines et à leurs combats et occupant trois postes aux états-majors de Saïgon, Hué et Hanoï. Plusieurs y sont blessés. Le lieutenant Megdouri y meurt. Le lieutenant Jeantelot (futur ambassadeur), blessé et capturé dans un bataillon au Tonkin, le 3/1 RTM, survit à sa longue captivité dans les camps de la mort du Viêt-Minh.

### Interventions récentes

#### Première guerre du Golfe (1991)
Des années 1960 aux années 1990, les interprètes étant devenus « de réserve », il était devenu impossible de les envoyer en opérations extérieures. L’un d’entre eux cependant, presque clandestinement, et en usant d’un subterfuge légal, fut envoyé en octobre 1991, juste après la fin de la première guerre du Golfe, à Riyad, en Arabie saoudite, pour participer en tant qu’interprète au bilan militaire de la guerre du Golfe. Il fut ainsi le premier à reprendre le flambeau des langues en opérations.

#### Balkans
Par la suite, la loi 1993/4 rendit à nouveau possibles les participations individuelles de réservistes à des opérations militaires. Le conflit des Balkans venait de commencer, la communauté internationale décida d’envoyer en ex-Yougoslavie, sous l’égide de l’ONU puis de l’OTAN, un contingent important auquel participa la France : en 1995 et 1996, 5 interprètes militaires de réserve furent affectés soit à des postes à caractère strictement linguistique de traducteur/interprète d’anglais ou de serbo-croate, soit à des postes où leur formation au travail d’état-major doublée de leurs compétences linguistiques leur permettaient de s’adapter instantanément à un environnement multinational à forte dominante anglo-saxonne. Qui plus est, leurs compétences civiles les rendaient aptes à des missions auxquelles l’armée de métier n’était alors pas habituée : les Actions Civilo-Militaires (ACM), les relations avec les médias ou avec les populations locales… Depuis, la présence des interprètes militaires de réserve (IRAT, OIRAT ou OLRAT) dans les Balkans a été ininterrompue, en Bosnie-Herzégovine et au Kosovo notamment, certains ayant effectué 3 ou 4 OPEX (opérations extérieures).

#### Afghanistan et Liban
L’Afghanistan (opération PAMIR) n’a pas échappé à la règle maintenant bien établie du recours aux interprètes militaires de réserve. Ils ont à ce jour été plusieurs à participer à cette OPEX, soit sur place en tant que chef du service linguistique de la FIAS à Kaboul, ou au sein des Psyops (opérations psychologiques), soit à distance, de Brunssum, aux Pays-Bas, dans le cadre d’un renfort J3 mis à disposition de l’OTAN par la France pour l’opération PAMIR.

## Écoles
Durant la Première Guerre mondiale, deux écoles sont créées, l’une pour les interprètes près l’armée anglaise à Berck, l’autre pour les interprètes près l’armée américaine à Biesles (Haute-Marne). Après la Seconde Guerre mondiale est créé à Paris le Centre de langues et d'études étrangères militaires (CLEEM), dont le siège était à l’École militaire. Après sa dissolution en 1986, ses missions furent reprises par l'École interarmées du renseignement et des études linguistiques implantée à Strasbourg. En 2006, cet organisme est remplacé par le Centre de formation interarmées au renseignement, qui en a repris les locaux et les missions[réf. nécessaire].

## Associations

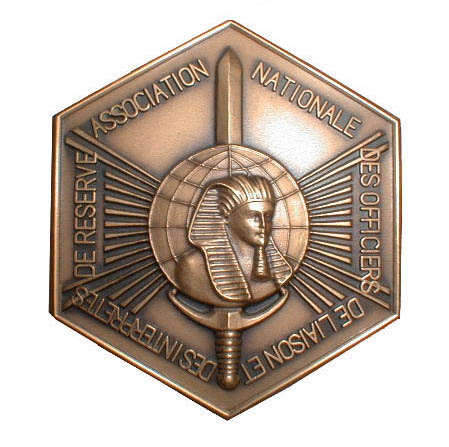
Médaille de l'association nationale des officiers de liaison et des interprètes de réserve (AnOLIR).

Entre-deux-guerres, les interprètes se regroupèrent en associations. Les deux premières (« L’Association des sphinx », et « Interpreters of the Great War ») naquirent juste après le premier conflit mondial, fusionnèrent, puis disparurent dans les années 1930. La troisième fut créée en 1928, et perdure. Tout d’abord appelée « Association générale des officiers interprètes de réserve (AgOIR) », elle devint ensuite « Association générale des officiers de liaison et des interprètes de réserve » (AgOLIR), puis « Association nationale des officiers de liaison et des interprètes de réserve » (AnOLIR). Elle regroupe près de trois cents linguistes de réserve représentant trente langues différentes. L'AnOLIR est membre de l'Association nationale des réserves de l'Armée de terre depuis sa création en 1999.